# Universidad IUAV de Venecia
La Universidad Iuav de Venecia (fundada entonces como Instituto Universitario de Arquitectura de Venecia) es una universidad pública de arquitectura, diseño, teatro, moda, artes visuales, urbanística y planificación territorial cuya sede se encuentra en la capital de Véneto. Además, cuenta con sedes en Mestre.
La universidad se puso en marcha en diciembre de 1926 gracias a Giovanni Bordiga, por aquel entonces presidente de la Academia de Bellas Artes. A partir de 2001 se ha convertido en Universidad IUAV de Venecia, uniendo a la facultad de Arquitectura otras dos (Artes-Diseño y Planificación). En 2012 las tres facultades se cerraron para crear tres departamentos nuevos: el Departamento de Arquitectura Edificación y Conservación, el Departamento de Cultura del proyecto y el Departamento de Diseño y planificación en entornos complejos.
Entre los rectores sucesivos se incluyen: Giovanni Bordiga, Guido Cirilli, Giuseppe Samonà, Carlo Minelli, Carlo Scarpa, Carlo Aymonino, Valeriano Pastor, Paolo Ceccarelli, Marino Folin, Carlo Magnani. Desde el año 2015, el rector es Alberto Ferlenga.

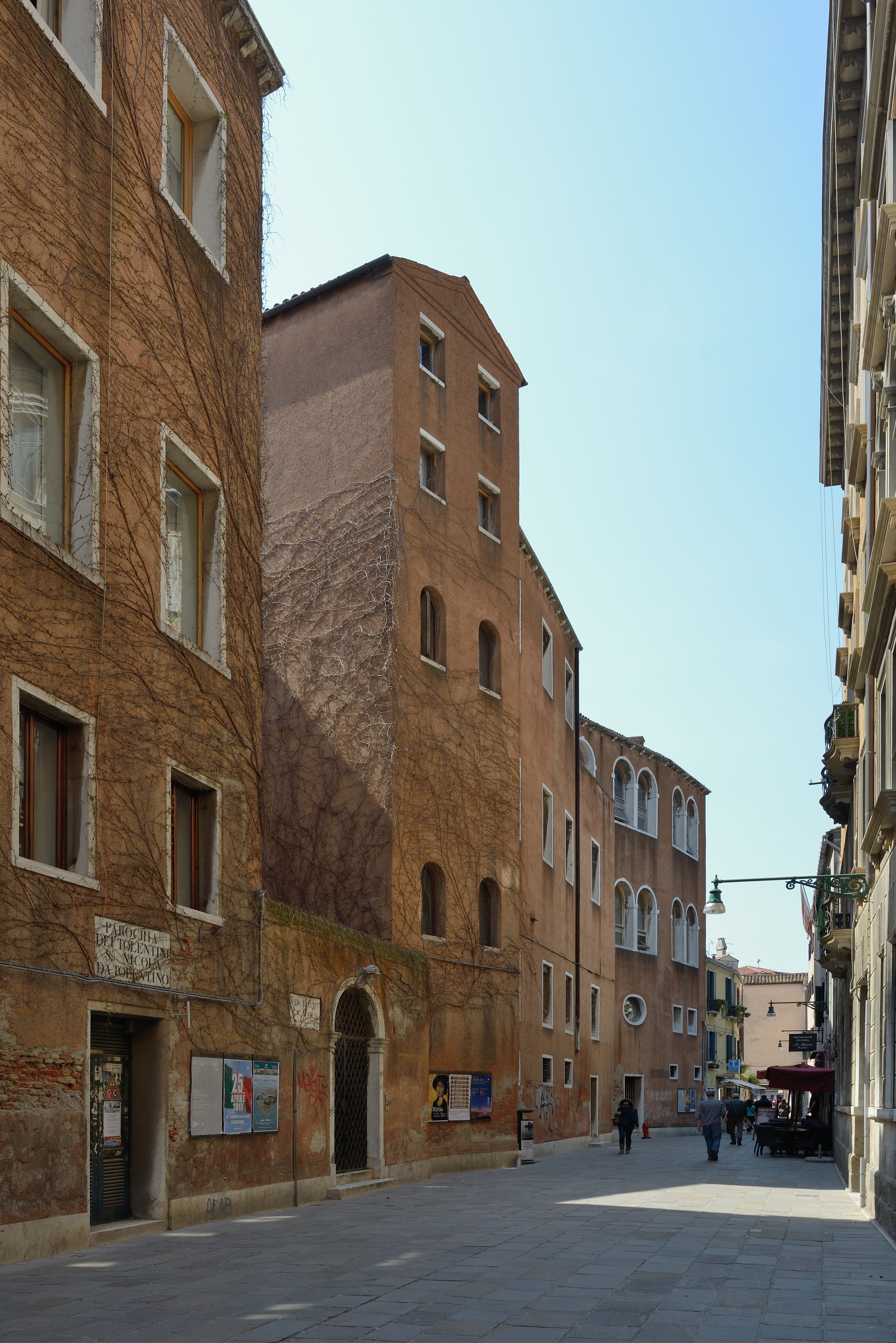
Sede de la Universidad IUAV de Venecia en Tolentini.
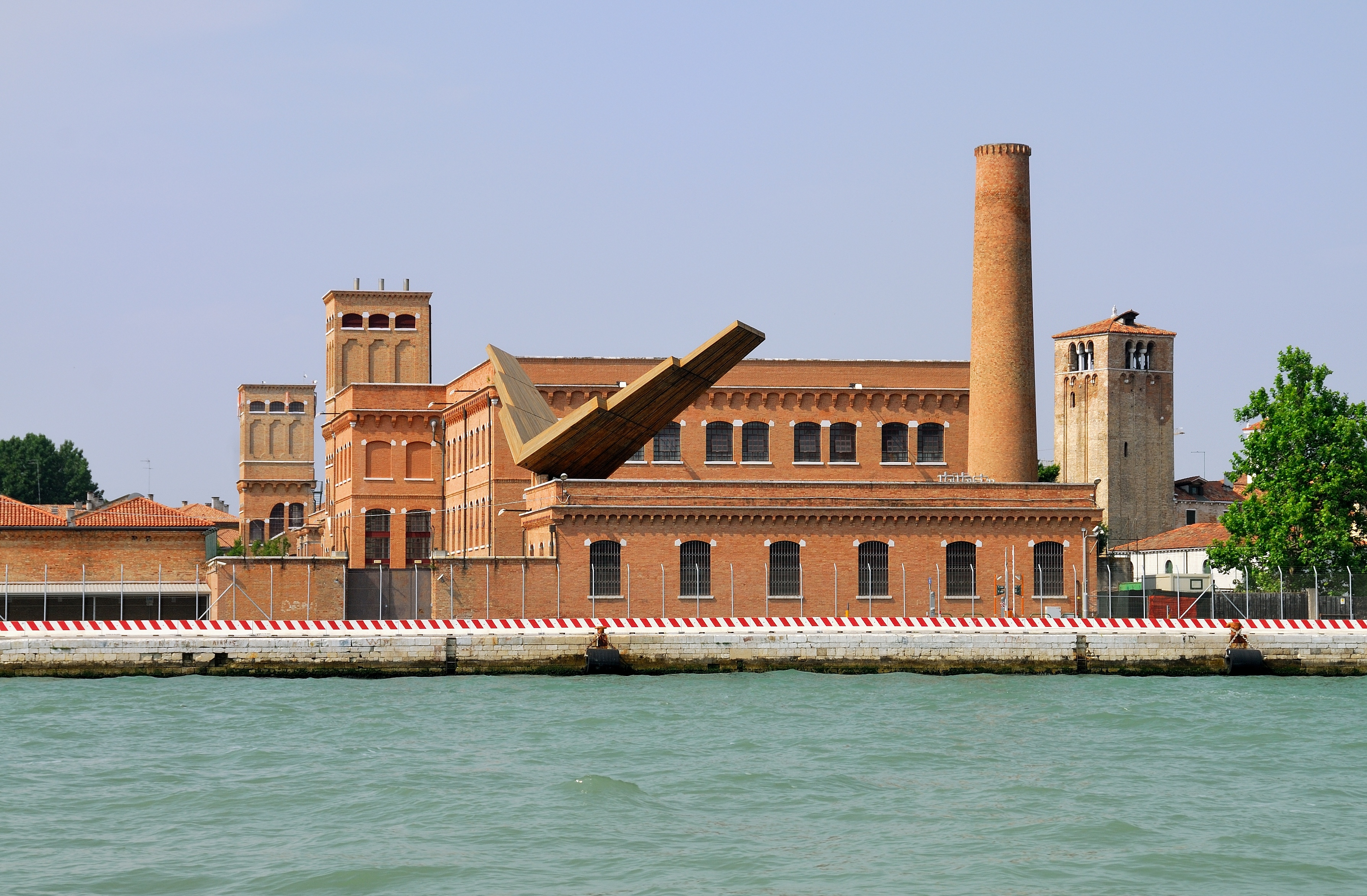
Sede de la Universidad IUAV de Venecia en la vieja fábrica de algodón de Santa Marta.